# محمدجواد شریعت باقری

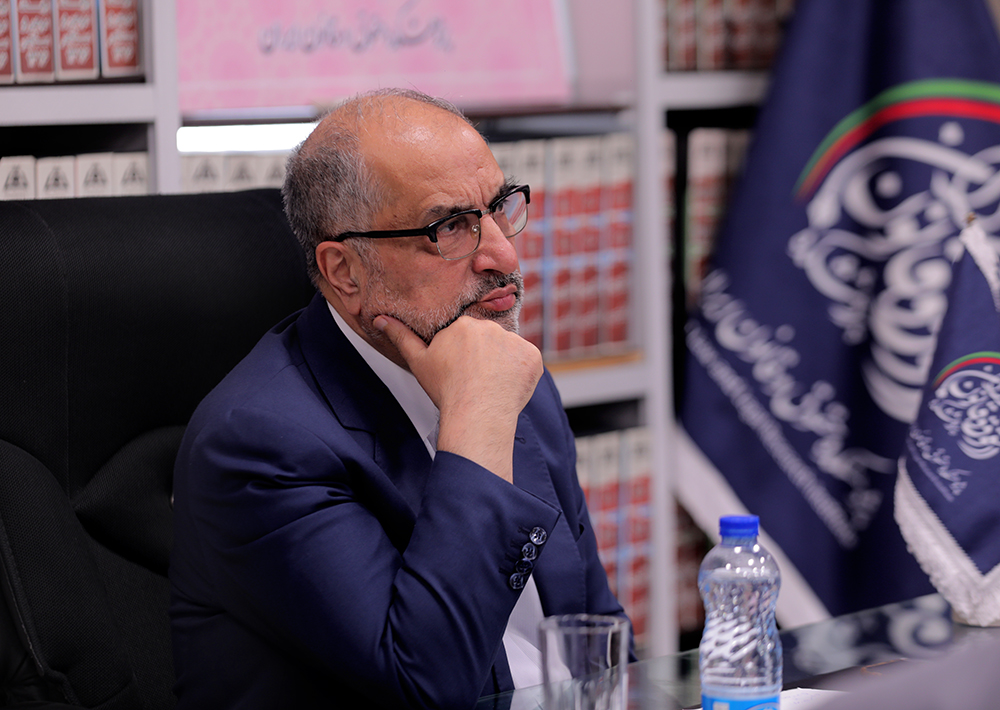
محمد جواد شریعت باقری در پژوهشکده حقوق و قانون ایران

محمدجواد شریعت باقری، قاضی، حقوقدان، مترجم و استادیار دانشگاه می‌باشد. وی همچنین به مدت شش سال (تا سال ۱۳۹۸) رئیس دانشگاه علوم قضایی بوده‌ و هم‌اکنون نیز عضو شورای پژوهش پژوهشکده حقوق و قانون ایران است.

## تحصیلات
شریعت باقری کارشناسی خود را در سال ۱۳۶۵ از دانشگاه علوم قضایی و کارشناسی ارشد را از دانشگاه تهران در سال ۱۳۶۸ گرفت و پس از نزدیک به ۵ سال قضاوت و پذیرفته شدن در کنکور اعزام دانشجو به خارج در سال ۱۳۶۹ از سوی وزارت علوم به فرانسه اعزام شد. در دانشگاه استراسبورگ کارشناسی ارشد (DEA) را در سال ۱۳۷۲ در رشته حقوق بین‌الملل گرفت. پس از آن مدرک دکتری را در سال ۱۳۷۶ و در رشته حقوق بین‌الملل از دانشگاه استرامبورگ اخذ کرد.

## تألیفات
- اسناد دیوان کیفری بین‌المللی (مترجم)
- حقوق بین‌الملل خصوصی
- صلاحیت دیوان عدالت اداری در آرای دیوان عالی کشور (زیرنظر)
- حقوق کیفری بین‌المللی[۶]
- عناوین ضمان (اسباب و مسقطات) (مترجم)
- وصیت زائد بر ثلث
- موافقت نامه‌های همکاری حقوقی و قضایی میان دولت ایران و دیگر دولت‌ها: استرداد مجرمان (زیرنظر)[۷][۸]

## اشعار
شریعت باقری سراینده اشعار متعددی است. چکامه کتاب حقوق کیفری بین‌المللی او نیز به همین صورت تنظیم شده است؛ مثلاً بخش اصول کلی حقوق کیفری را به صورت زیر گفته است:
| اصل، قانون است و قانون ساز او | اصل، آغاز است و پایان راز او |
| گر سر از برج فلک بیرون کشی    | بشنوی آن ساز و آن آواز او    |

یا جرائم و جنایات بین‌المللی را به شکل زیر تدوین کرده است:
| این جهان را آن هگل استیزه کرد | مارکس افزون شد به گوش آویزه کرد |
| مفتخر گردید با جنگ و ستیز     | در توهُّم، کو جهان پاکیزه کرد     |

## مقالات
وی تا کنون بیش از ۵۰ مقاله علمی مختلف را تألیف و ترجمه کرده است. وی هم‌اکنون عضو هیئت تحریریه فصلنامه علمی تخصصی دانشنامه‌های حقوقی نیز است.